# Березовський Олександр Іванович
Олександр Іванович Березовський (1 грудня 1867 — † 15 жовтня 1940) — генерал-лейтенант російської імператорської армії, герой Першої світової війни, генеральний значковий Армії Української Держави.

## Життєпис
Народився 1 грудня 1867 в Чернігівській губернії. Закінчив Петровський Полтавський кадетський корпус (1886), Михайлівське артилерійське училище (1889), Миколаївську академію Генштабу (1896). Випущений підпоручиком в 33-ю артилерійську бригаду, старший ад'ютант штабів 9-ї кінної дивізії, 12-го армійського корпусу, помічник старшого ад'ютанта штабу Київського, Віленського і Казанського військових округів, командир 6-го Фінляндського стрілецького полку, начальник штабу 14-ї піхотної дивізії, командир 57-го піхотного Модлінського полку.
Звання: 1891 року — поручик, 1896 — штабс-капітан (закінчив по першому розряду Миколаївську академію Генерального штабу), 1898 — капітан, 1901 — підполковник, 1905 — полковник, 1914 — генерал-майор (за відзнаку), 1917 — генерал-лейтенант (за відзнаку).
З 1896 року служить в Київському військовому окрузі у штабах 9-ї кавалерійської дивізії та 12-го армійського корпусу.
1902 рік — старший ад'ютант штабу Казанського військового округу.
1908 — начальник штабу 14-ї піхотної дивізії.
З жовтня 1910 року — командир 57-го піхотного Модлінського полку, з яким вступив в Першу світову війну.
У роки Першої світової війни ком. полку, 3-ї піх. Гренадерської дивізії Південно-Західного фронту. В бою 26-30 серпня 1914 керує своїм полком під Гродськом, стримано атаки переважаючих сил супротивника, котрий намагався пробитися на головний шлях сполучення зі Львовом. В жовтні того ж року за цей бій нагороджений Золотою Георгієвською зброєю та підвищений в генерал-майори.
Травнем 1915 року призначений керуючим штабом 10-го армійського корпусу.
У кінці 1917 року — командир 31-го корпусу.
В українській армії 1917 у складі Українського Генерального військового штабу, з березня 1918 начальник підвідділу закордонного зв'язку 2-го генерал-кватирмейстерства. За Гетьманату командир 6-го Полтавського армійського корпусу — 9 травня 1918 року — в армії Української Держави; генеральний значковий.
З 8 липня — виконувач обов'язків командира 3-го Одеського корпусу — гетьман Скоропадський призначає його в часі його формування корпусу, з 8 листопада — командир корпусу.
У часі антигетьманського повстання проголошує приєднання корпусу та всього Одеського району до Добровольчої армії Денікіна.
3 грудня 1918 звільнений розпорядженням Директорії, виїздить до Криму, знаходиться при штабі Кримсько-Азовської Добровольчої армії генерала Боровського, після чого служив в канцелярії Головнокомандуючого ЗСПР.
З 1919 у військах ЗСПР, в Одесі, Криму. В листопаді 1920 під час евакуації армії барона П.Врангеля з Криму Березовський прибув до Константинополя. З 1921 в еміграції в Німеччині, жив у Берліні, з 1938 — начальник III-го відділу РОВС (Об'єднання Російського Військового Союзу).
Помер 15 жовтня 1940 в Берліні. Похований на православному цвинтарі в берлінському районі Тегель.
Нагороджений орденом Святої Анни 3-го ст.(1906), Святої Анни 2-го ст.(1911), Святої Анни 1-го ст. з мечами (1915), Святого Станіслава 3-го ст. (1903), Святого Станіслава 2-го ст.(1908), Святого Станіслава 1-го ст. з мечами (1915), Святого Володимира 4-го ст.(1913), Святого Володимира 3-го ст. з мечами (1914), Святого Георгія 4-го ст.(1915)